# Microselia rivierae
Microselia rivierae är en tvåvingeart som beskrevs av Schmitz 1934. Microselia rivierae ingår i släktet Microselia och familjen puckelflugor. Inga underarter finns listade i Catalogue of Life.